# 陳紀衡
陳紀衡（1985年9月13日—），出生於南投縣集集鎮，臺灣政治人物。2014年曾以樹黨籍當選南投縣集集鎮長，以近六成之得票壓倒性擊敗尋求連任的中國國民黨籍鎮長嚴鴻邦，以29歲之齡成為當時全台灣最年輕的鎮長，任內關心教育、文化、青年、農地、環保、都市計畫等相關議題；2015年退黨後，於2018年以無黨籍身分尋求連任，以171票之差險勝時任國民黨籍鎮代會主席吳大村。
2020年5月起加入民主進步黨，2021年10月獲得第59屆十大傑出青年（公共行政類），為南投縣首位獲此殊榮的行政首長。2021年曾表態爭取民進黨南投縣長初選，但最終決定支持前不分區立委蔡培慧。

## 政治生涯

### 2014年集集鎮長選舉
- 選舉人數：9,482
- 投票數（投票率）：7,151（75.42%）
- 有效票（比率）：6,938（97.02%），無效票（比率）：213（2.98%）

| 號次 | 候選人 | 性別 | 政黨       | 得票數 | 得票率 | 當選標記 |
| ---- | ------ | ---- | ---------- | ------ | ------ | -------- |
| 1    | 陳紀衡 | 男   | 樹黨       | 4,061  | 58.53% |          |
| 2    | 嚴鴻邦 | 男   | 中國國民黨 | 2,877  | 41.47% |          |

### 2015年退出樹黨
2015年6月跟樹黨理念不合，所以離開樹黨寄出存證信函聲明退黨，樹黨則於2016年3月間召開黨員大會，通過開除其黨籍決議，雙方正式分道揚鑣。

### 2018年集集鎮長選舉
- 選舉人數：9,317
- 投票數（投票率）：7,153（76.77%）
- 有效票（比率）：7,020（98.14%），無效票（比率）：133（1.86%）

| 號次 | 候選人 | 性別 | 政黨       | 得票數 | 得票率 | 當選標記 |
| ---- | ------ | ---- | ---------- | ------ | ------ | -------- |
| 1    | 陳嬉旻 | 女   | 無黨籍     | 1,487  | 21.18% |          |
| 2    | 吳正國 | 男   | 無黨籍     | 376    | 5.36%  |          |
| 3    | 吳大村 | 男   | 中國國民黨 | 2,493  | 35.51% |          |
| 4    | 陳紀衡 | 男   | 無黨籍     | 2,664  | 37.95% |          |

### 2021年投入民進黨南投縣長初選
2021年9月4日召開記者會，宣布投入民進黨南投縣長初選，並表示透過民進黨內公平初選機制產生人選後，他會尊重結果，不會脫黨參選。

## 外部連結
| 政府职务      | 政府职务                                             | 政府职务      |
| ------------- | ---------------------------------------------------- | ------------- |
| 集集鎮公所    |                                                      |               |
| 前任： 嚴鴻邦 | 集集鎮鎮長 第18、19屆 2014年12月25日－2022年12月25日 | 繼任： 吳大村 |